# Анальгін
Анальгі́н (Метамізол, Analginum, Metamizol) — болезнижувальний препарат. Застосовується для лікування легкого та помірного болю (наприклад, при головному болю).

## Загальна характеристика
Міжнародна та хімічна назви: metamizole sodium; [(1,5-диметил-3-оксо-2-феніл-2,3-дигідро-1Н-піразол-4-іл)-N-метиламіно]метансульфонат натрію.
Форма випуску. Таблетки. Ампули (розчин для інєкцій). Супозиторії.

## Фармакотерапевтична група
Анальгетики та антипіретики. Код АТС N02B B02.

## Фармакологічні властивості

### Фармакодинаміка
Анальгін (метамізол натрію) виявляє аналгетичну, жарознижуючу та протизапальну дію.
Аналгетичний ефект обумовлений інгібіцією ЦОГ та блокуванням синтезу простагландинів з арахідонової кислоти, які беруть участь у формуванні больових реакцій (брадикініни, простагландини та ін.); уповільненням проведення екстра- та пропріоцептивних больових імпульсів у центральній нервовій системі, підвищенням порога збудливості таламічних центрів больової чутливості та зменшенням реакції структур головного мозку, що відповідають за сприймання болю на зовнішні подразники.
Антипіретичний ефект обумовлений зменшенням утворення і вивільнення з нейтрофільних гранулоцитів субстанцій, що впливають на теплопродукцію.
Протизапальний ефект пов'язаний із пригніченням синтезу простагландинів.

### Фармакокінетика
Метамізол натрію добре всмоктується в шлунково-кишковому тракті. Терапевтична концентрація в плазмі крові досягається приблизно через пів години після прийому препарату. Максимальна плазмова концентрація метамізолу натрію після перорального прийому дози у 6 мг/кг маси тіла досягається через 1-1,5 години. У незначній кількості зв'язується з білками плазми крові й інтенсивно метаболізується в печінці: значна частина речовини гідролізується з утворенням 4-метиламіноантипірину, що деметилюється з утворенням фармакологічно активного 4-аміноантипірину, 50-60 % якого зв'язується з білками плазми крові й ацетильоване похідне якого виводиться із сечею. Препарат також проникає крізь плаценту та у грудне молоко.

## Показання для застосування
Больовий синдром: головний та зубний біль, невралгія, радикуліт, міозит, біль під час менструації. Як допоміжний засіб може застосовуватися для зменшення болю після хірургічних і діагностичних втручань. Гіпертермічний синдром.

## Спосіб застосування та дози
Дорослим і підліткам віком від 12 років призначають звичайно по 250—500 мг 1-2 рази на добу. Таблетки приймають після їжі, запиваючи невеликою кількістю води. Тривалість прийому препарату — не більше 2 днів.

## Побічна дія
У терапевтичних дозах препарат звичайно добре переноситься. Іноді можливі алергічні реакції (шкірний висип, набряк Квінке), синдром Стівенса — Джонсона, синдром Лаєлла, анафілактичний шок. Можливе пригнічення кровотворення (тромбоцитопенія, гранулоцитопенія, лейкопенія, анемія, в поодиноких випадках — агранулоцитоз). При схильності до бронхоспазму можливе провокування нападу.

## Протипоказання
Підвищена чутливість до похідних піразолону (бутадіон, трибузон, антипірин). Виражені порушення функції печінки чи/та нирок. Захворювання системи крові. Дефіцит глюкозо-6-фосфатдегідрогенази. Вагітність, період годування груддю, бронхіальна астма. Не призначати дітям до 12 років.

## Передозування
Симптоми: гіпотермія, відчуття серцебиття, задишка, шум у вухах, нудота, блювання, слабкість, сонливість, марення, порушення свідомості, судомний синдром; можливий розвиток гострого агранулоцитозу, гострої ниркової і печінкової недостатності.
Лікування: індукція блювання, промивання шлунка, призначення сольових проносних, активованого вугілля і проведення форсованого діурезу, симптоматична терапія, спрямована на підтримку життєво важливих функцій.

## Особливості застосування
Виключається застосування препарату для зняття гострого болю у животі (до з'ясування причини). При застосуванні препарату необхідно контролювати склад периферичної крові (лейкоцитарну формулу). З обережністю застосовують для лікування пацієнтів з анамнестичними вказівками на захворювання нирок (пієлонефрит, гломерулонефрит), алергічні захворювання та при тривалому алкогольному анамнезі. При застосуванні анальгіну можливе забарвлення сечі в червоний колір у зв'язку з виділенням метаболіту.

## Взаємодія з іншими лікарськими засобами
Одночасне застосування метамізолу з іншими ненаркотичними аналгетиками може призвести до взаємного посилення токсичних ефектів. Седативні засоби та транквілізатори (сибазон, тріоксазин, валокардин, кодеїн, анаприлін, блокатори Н2-рецепторів) посилюють знеболювальну дію метамізолу. Трициклічні антидепресанти (амізол, доксепін), пероральні контрацептиви, алопуринол порушують метаболізм метамізолу в печінці та підвищують його токсичність. Барбітурати (фенобарбітал, беласпон), фенілбутазон та інші індуктори мікросомальних ферментів печінки послабляють дію метамізолу. Необхідна обережність при одночасному застосуванні препарату з сульфоніламідними цукрознижувальними препаратами (посилюється гіпоглікемічна дія) та діуретиками (фуросемід). Сарколізин і мерказоліл збільшують імовірність розвитку лейкопенії. Метамізол натрію посилює седативну дію алкоголю та знижує концентрацію циклоспорину в плазмі.

## Умови та термін зберігання
Зберігати в недоступному для дітей, сухому, захищеному від світла місці при температурі від 15 °C до 25 °C. Термін придатності — 4 роки.

## Умови відпуску
В Україні на 2019 рік відпускається без рецепта.

## Синоніми

### Торгівельні марки
Метамізол, Metamizole, Metamizol, Метамізол натрію, Анальгін, Метамізолу магнезія, Nolotil, Рональгін, Ronalgin, Веталгін, Vetalgin, Algocalmin, Algopyrin, Analgetin, Minalgin, Neomelubrin, Noramidopyrinmethansulfonat-natrium, новальгін, Novaldin, Novalgin, Novamidazophen, Novaminsulfon, Новапірин, Novapyrin, Pantalgan, Піральгін, Pyralgin, Піретин, Pyretin, Pyridone, Pyrisan, Toralgin, Totalgine, Піразолон.

### Дженерики
Noramidopyrine, Noramidopyrinium-methansulfonsäure, Metamizol hemimagnesium, Dipyrone, Dipirona, Dipyrone, Діпирон, Metamizole Sodium, Sulpyrine Hydrate, Салпірин, Сульпірин, Sulpyrin, DPS, Метапірин, Metapyrin, Methampyrone, Methylmelubrin, Natrium dimethylaminophenazonsulfonicum, NSC 73205, Sodium methylaminoantipyrine methanesulfonate, UNII-6429L0L52Y, Métamizol sodique, Metamizol Sodium, Metamizole sodium, Metamizol-Natrium, Metamizolum natricum

## Обмеження в світі

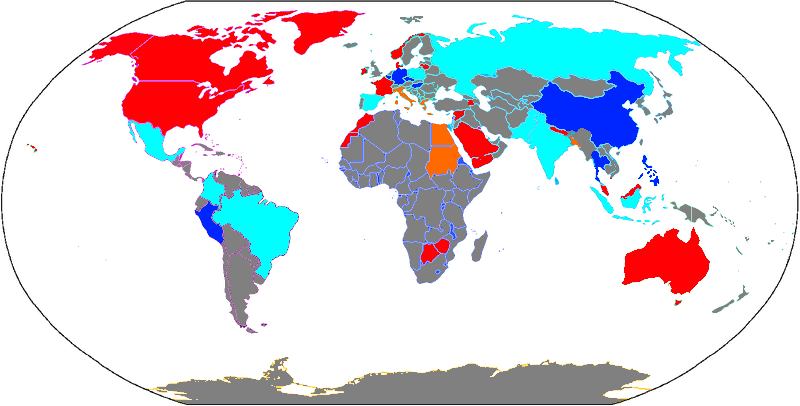
Легальний статус метамізолу за країнами:
(Сірий) не має даних; скоріше за все, країна не досліджена
(Небесно-синій) без обмежень
Доступно, але немає даних про вимоги до рецептів
(Синій) тільки за рецептом, з обмеженнями на його використання
(Помаранчевий) тільки за рецептом, з великими обмеженнями на його використання
(Червоний) повна заборона

Метамізол натрію заборонено в кількох країнах, доступний за рецептом в інших (іноді з сильними попередженнями, іноді без), і доступний без будь-яких обмежень у решті.
Наприклад, схвалення було відкликано у Канаді (1963 рік), Швеції (1974 рік), США (1977 рік) та Індії (2013 рік, заборона скасована в 2014 році).
У 2018 році медичне розслідування в Іспанії вивчало «Nolotil» (метамізолу магнезія) після смерті декількох британців у країні. Як можлива причина цих випадків вказується агранулоцитоз, який може з'являтись при довготривалому прийманні метамізолу. Після цього було заборонено застосовувати цей препарат для англо-саксонців і скандинавів.